# ITF Lenzerheide
Das ITF Lenzerheide (offiziell: Lenzerheide Open) war ein Tennisturnier des ITF Women’s Circuit, das in Lenzerheide, Schweiz, ausgetragen wurde. 2018 ging die Turnierlizenz nach Klosters.

## Siegerliste

### Einzel
| Jahr                   | Siegerin                | Finalgegnerin        | Ergebnis        |
| ---------------------- | ----------------------- | -------------------- | --------------- |
| ↓ Kategorie: $10'000 ↓ |                         |                      |                 |
| 1998                   | Magdalena Zděnovcová    | Patty van Acker      | 1:6, 7:6, 6:4   |
| 1999                   | Marie-Gaïané Mikaelian  | Susi Fortun-Lohrmann | 6:3, 6:4        |
| ↓ Kategorie: $25'000 ↓ |                         |                      |                 |
| 2000                   | Kyra Nagy               | Julija Wakulenko     | 6:2, 3:6, 7:66  |
| 2001                   | Celine Beigbeder        | Anouska van Exel     | 6:3, 6:0        |
| 2002                   | Eva Birnerová           | Chanelle Scheepers   | 7:5, 6:4        |
| 2003                   | Melinda Czink           | Stefanie Haidner     | 6:3, 6:3        |
| 2004                   | Kateřina Böhmová        | Julia Babilon        | 6:4, 6:4        |
| ↓ Kategorie: $10'000 ↓ |                         |                      |                 |
| 2005                   | Danica Krstajić         | Karin Knapp          | 6:2, 7:5        |
| 2006                   | Sandra Martinović       | Stefania Boffa       | 6:4, 6:3        |
| 2007                   | Melanie Klaffner        | Patricia Mayr        | 7:62, 6:4       |
| 2008                   | Klaudia Boczová         | Michelle Gerards     | 6:3, 6:1        |
| 2009                   | Michelle Gerards        | Amra Sadikovic       | 6:2, 7:5        |
| 2010                   | Tanja Ostertag          | Daria Salnikova      | 3:6, 7:67, 7:64 |
| ↓ Kategorie: $25'000 ↓ |                         |                      |                 |
| 2011                   | Ani Mijačika            | Amra Sadikovic       | 6:3, 3:6, 6:3   |
| 2012                   | Aleksandra Krunić       | Chiara Scholl        | 6:3, 6:3        |
| 2013                   | Laura Siegemund         | Beatriz Haddad Maia  | 6:2, 6:3        |
| 2014                   | Jelisaweta Kulitschkowa | Louisa Chirico       | 7:5, 6:2        |
| 2015                   | Tereza Martincová       | Nastja Kolar         | 6:3, 6:4        |
| 2016                   | Tamara Korpatsch        | Dalila Jakupović     | 4:6, 6:4, 6:2   |
| 2017                   | Georgia Brescia         | Simona Waltert       | 0:6, 6:4, 7:61  |

### Doppel
| Jahr                   | Siegerinnen                            | Finalgegnerinnen                        | Ergebnis         |
| ---------------------- | -------------------------------------- | --------------------------------------- | ---------------- |
| ↓ Kategorie: $10'000 ↓ |                                        |                                         |                  |
| 1998                   | Laura Bao Cacilia Charbonnier          | Paula Racedo Emanuela Zardo             | 6:4, 6:0         |
| 1999                   | Julie de Roo Vanessa Krauth            | Laura Bao Marylene Losey                | 6:3, 6:1         |
| ↓ Kategorie: $25'000 ↓ |                                        |                                         |                  |
| 2000                   | Mia Buric Bianka Lamade                | Yvette Basting Andrea van den Hurk      | 7:5, 6:3         |
| 2001                   | Kirstin Freye Zuzana Váleková          | Erica Krauth Vanessa Krauth             | 3:6, 6:3, 6:2    |
| 2002                   | Nicole Sewell Samantha Stosur          | Leslie Butkiewicz Patty van Acker       | 6:4, 6:3         |
| 2003                   | Marija Korytzewa Dimana Krastevitch    | Claudia Kuleszka Lina Stančiūtė         | 6:3, 6:2         |
| 2004                   | Erica Krauth Aurélie Védy              | Joana Cortez Marina Tavares             | 6:2, 6:4         |
| ↓ Kategorie: $10'000 ↓ |                                        |                                         |                  |
| 2005                   | Petra Cetkovská Martina Lautenschlager | Eva-Maria Hoch Diana Vranceanu          | 6:0, 6:3         |
| 2006                   | Nikola Fraňková Lucie Kriegsmannová    | Carmen Klaschka Justine Ozga            | 6:2, 6:4         |
| 2007                   | Eva-Maria Hoch Laura Siegemund         | Amra Sadikovic Paola Sprovieri          | 6:4, 6:3         |
| 2008                   | Michelle Gerards Marlot Meddens        | Alice Balducci Lisa Sabino              | 6:0, 6:3         |
| 2009                   | Michelle Gerards Marcella Koek         | Xenia Knoll Amra Sadikovic              | 6:3, 6:3         |
| 2010                   | Olga Brózda Sylwia Zagórska            | Martina Caciotti Nicole Clerico         | 4:6, 6:1, [10:5] |
| ↓ Kategorie: $25'000 ↓ |                                        |                                         |                  |
| 2011                   | Ani Mijačika Amra Sadikovic            | Nikola Hofmanova Romana Caroline Tabak  | 4:6, 6:2, [10:4] |
| 2012                   | Aleksandra Krunić Ana Vrljić           | Xenija Lykina Isabella Shinikova        | 6:2, 6:4         |
| 2013                   | Belinda Bencic Kateřina Siniaková      | Weronika Kudermetowa Diāna Marcinkēviča | 6:0, 6:2         |
| 2014                   | Louisa Chirico Sanaz Marand            | Jang Su-jeong Justyna Jegiołka          | 6:3, 6:4         |
| 2015                   | Yvonne Cavalle-Reimers Karin Kennel    | Xenia Knoll Antonia Lottner             | kampflos         |
| 2016                   | Tadeja Majerič Aleksandrina Najdenowa  | Irina Maria Bara Elyne Boeykens         | 7:5, 1:6, [10:8] |
| 2017                   | Nina Stadler Amra Sadikovic            | Gabriela Cé Catalina Pella              | 2:6, 6:4, [10:1] |

## Quelle
- Women’s World Tennis Tour Calendar auf der Website der ITF